# Sciades paucus
Sciades paucus es una especie de pez de la familia Ariidae en el orden de los Siluriformes.

## Morfología
Los machos pueden llegar alcanzar los 130 cm de longitud total.
- Número de  vértebras: 55-57.[1]

## Hábitat
Es un pez de agua dulce y de clima tropical.

## Distribución geográfica
Se encuentra en Australia.